# Worldchampion Jet
Die Worldchampion Jet ist eine als Katamaran gebaute  Schnellfähre der griechischen Reederei Seajets.

## Geschichte
Das Schiff wurde bei Austal Ships in Henderson, Australien, als fünftes von insgesamt sieben Schwesterschiffen des Typs Auto Express 86 gebaut.

### Villum Clausen(2000–2018)
Das Schiff wurde nach Villum Clausen benannt, einem der Bornholmer Freiheitskämpfer, die nach dem Frieden von Roskilde 1658 gegen die Schweden rebellierten. Es wurde im November 1999 fertiggestellt und von Austal Ships für die Überführungsfahrt nach Dänemark unter die Flagge der Bahamas mit Heimathafen Nassau gebracht. Von Januar bis März 2000 wurde das Schiff von Fremantle nach Rønne überführt. Am 13. April 2000 wurde sie an BornholmsTrafikken abgeliefert und kam unter dänischer Flagge mit Heimathafen Rønne in Fahrt.
Bereits bei der Überführung nach Dänemark im Februar 2000 legte das Schiff auf dem Weg zwischen Sumatra und Cochin vom 16. bis zum 17. Februar 1.063 sm (1.969 km) zurück, hierbei erreichte es eine Maximalgeschwindigkeit von 47,7 kn (88 km/h) und eine Durchschnittsgeschwindigkeit von 44,29 kn (82 km/h). Damit brach es den bestehenden Rekord über die längste innerhalb von 24 Stunden von einem Schiff zurückgelegte Strecke.
Die Fähre wurde am 14. Mai 2000 in Dienst gestellt und auf der Route zwischen dem auf der dänischen Insel Bornholm gelegenen Rønne und dem schwedischen Ystad eingesetzt.
Nachdem BornholmerFærgen im Mai 2011 die Schnellfähre Leonora Christina in Betrieb genommen hatte, diente die Villum Clausen nur noch als Reservefähre. Außerdem verkehrte sie zur Verstärkung in der Hochsaison am Wochenende. Am 25. August 2018 bediente das Schiff letztmals die Route zwischen Ystad und Rønne.

### Worldchampion Jet(seit 2018)
Bereits im Dezember 2017 war das Schiff an Seajets mit Übergabe im September 2018 verkauft worden. Im September 2018 wurde es in Worldchampion Jet umbenannt und unter die Flagge Zyperns gebracht.

## Technische Daten
Das Schiff wird von zwei Gasturbinen (Typ: GE LM 2500) mit je 18.000 kW Leistung angetrieben. Die Gasturbinen wirken über Untersetzungsgetriebe auf vier schwenkbare Wasserstrahlantriebe. Die Reisegeschwindigkeit des Schiffes beträgt 41 Knoten (circa 74 km/h) bei 485 t DWT und 85 % Maschinenleistung (MCR), die Höchstgeschwindigkeit beträgt 50 Knoten (circa 90 km/h). Der Antrieb mit Gasturbinen wurde neben der erforderlichen Leistung auch gewählt, um die dänischen Abgasvorschriften einzuhalten. Das Schiff war das erste auf der Südhalbkugel gebaute Schiff mit einem Gasturbinenantrieb. Für die Stromerzeugung stehen vier von Volvo-Penta-Dieselmotoren (Typ: TAMD 163 A) angetriebene Generatoren zur Verfügung.
Das Fahrzeugdeck ist mit zwei Zwischendecks ausgestattet (Mezzanine-Deck), die auf der Backbord- und der Steuerbordseite angebracht sind. Die Höhe des Fahrzeugdecks beträgt zwischen den beiden Zwischendecks 4,4 m, unter den Zwischendecks 2,2 m und darauf 2,0 m.

## Bilder

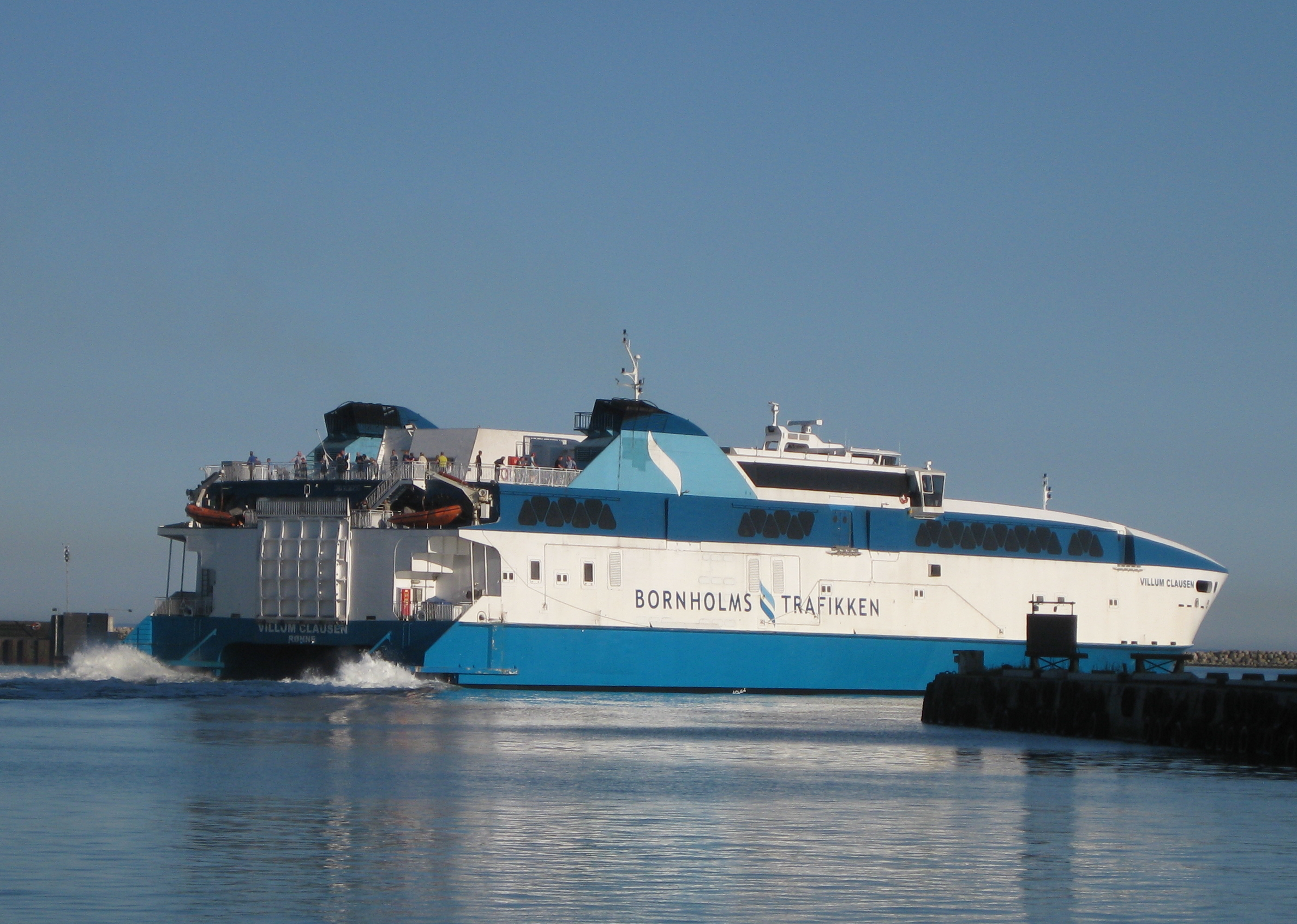
Villum Clausen in Ystad
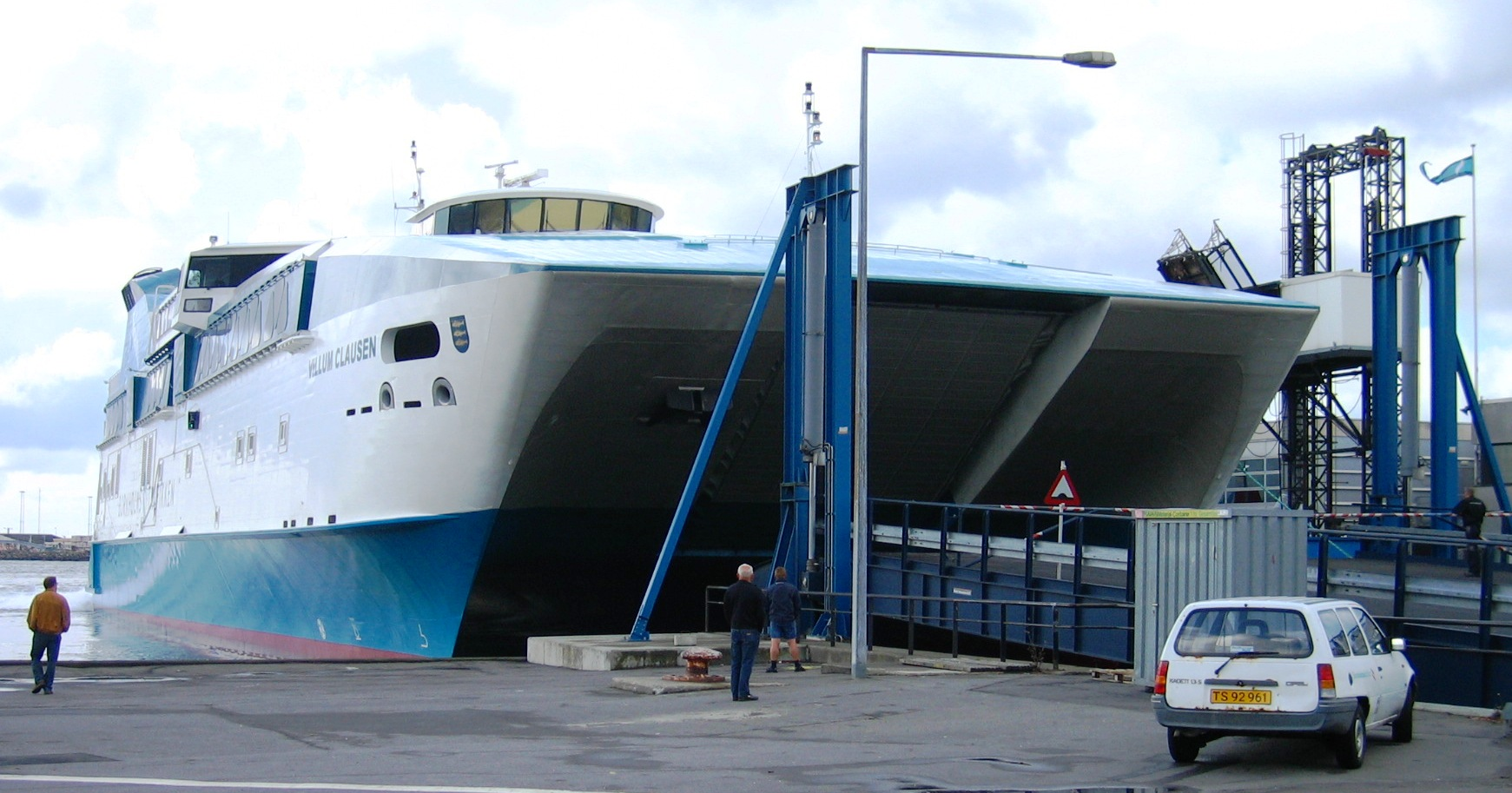
Villum Clausen in Rønne
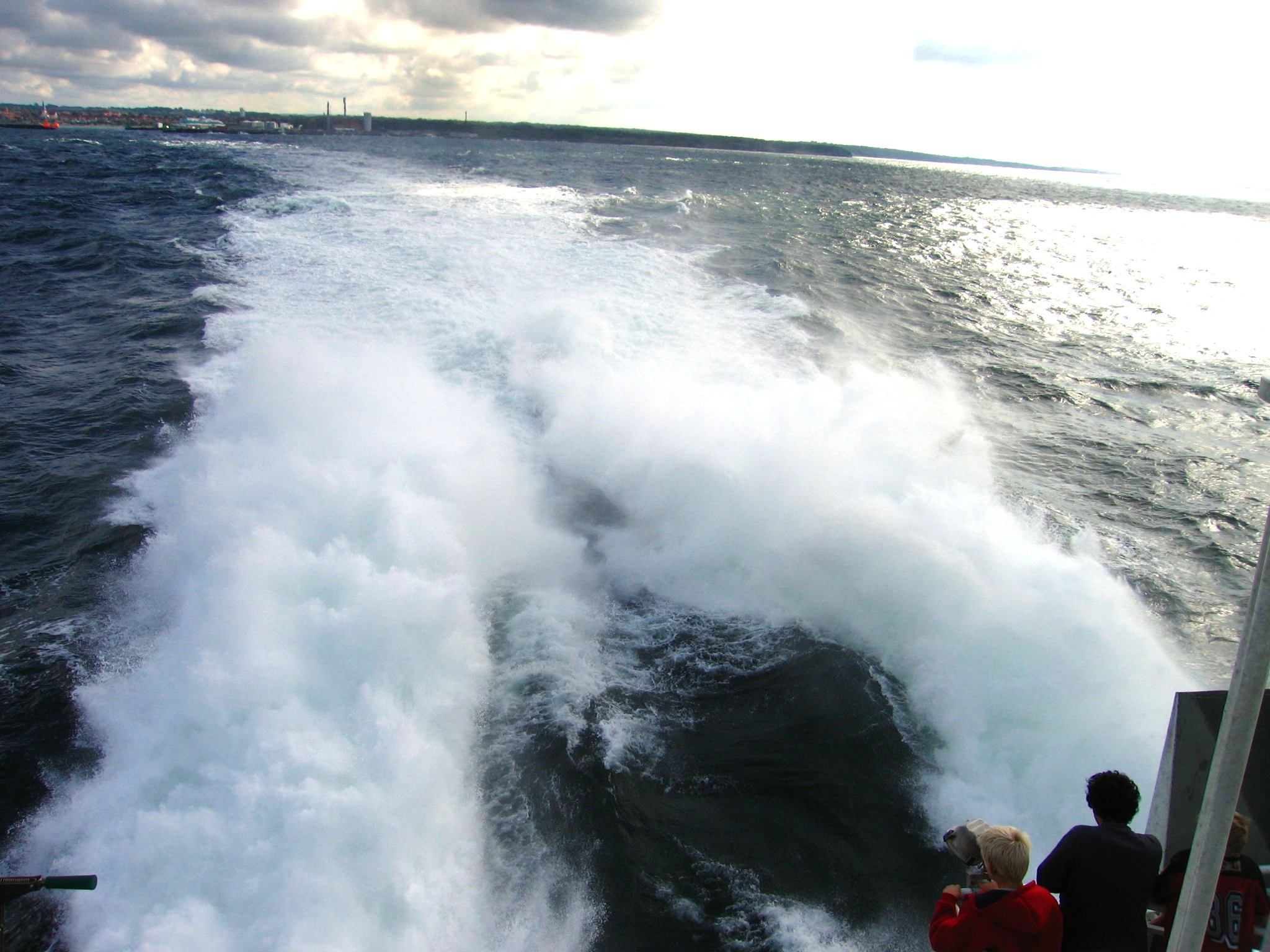
Die Heckwelle bei circa 70 km/h